# Krzysztof Szubarga
Krzysztof Szubarga, né le 5 juillet 1984, à Inowrocław, en Pologne, est un joueur polonais de basket-ball. Il évolue au poste de meneur.